# Ptychoptera delmastroi
Ptychoptera delmastroi is een muggensoort uit de familie van de glansmuggen (Ptychopteridae). De wetenschappelijke naam van de soort is voor het eerst geldig gepubliceerd in 2003 door Zwick & Stary.